# Egbert Kankeleit

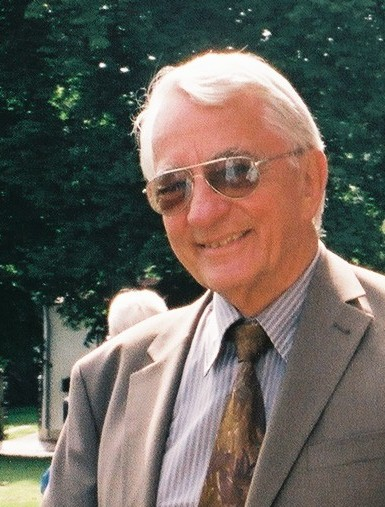
Egbert Kankeleit

Egbert Kankeleit (* 16. April 1929 in Hamburg; † 23. Dezember 2022 in Darmstadt) war ein deutscher Physiker und Hochschullehrer.

## Werdegang
Kankeleit studierte in München Kernphysik und promovierte 1961 in der Gruppe von Heinz Maier-Leibnitz (München). Auf Einladung von Rudolf Mößbauer und Felix Boehm ging er 1962 ans CalTech, Pasadena. Von dort folgte er 1967 einem Ruf an die TH Darmstadt, wo er bis zu seiner Emeritierung im Jahre 1997 blieb. 1977 wurde er Fellow der American Physical Society (APS).
Insbesondere die Mößbauerspektroskopie prägte sein wissenschaftliches Leben. Er ist der Begründer der Konversionselektronen-Mößbauer-Spektroskopie, die er zunächst in der Kernphysik (Kernmomente) und später verstärkt auch in der Materialwissenschaft (Isomerieverschiebungen) einsetzte.
Das Studium myonischer Atome am CERN sowie der Paritätsverletzung beim Gammazerfall und die Positronenforschung bei der Gesellschaft für Schwerionenforschung (GSI) gehörten ebenfalls zu seinen Forschungsschwerpunkten.
Das miniaturisierte Mößbauer-Spektrometer (MIMOS) wurde in der Arbeitsgruppe von Egbert Kankeleit entwickelt. MIMOS wird erfolgreich bei den aktuellen Marsmissionen eingesetzt.
Die interdisziplinäre Arbeitsgruppe Naturwissenschaft, Technik und Sicherheit IANUS wurde von Egbert Kankeleit gemeinsam mit Kollegen aus anderen Fakultäten ins Leben gerufen. Ausgehend von wissenschaftlich-technischen Themen, die die Basis der Forschungsgruppe bilden, beleuchtet IANUS auch ethische Fragen wie die nach der Rolle und Verantwortung des Wissenschaftlers im Atomzeitalter. Im Rahmen der Friedensforschung beschäftigt sich IANUS beispielsweise mit Fragen der Nichtverbreitung von Nuklearmaterialien. Die Gruppe wurde im Jahre 2000 durch den Göttinger Friedenspreis ausgezeichnet.